# Ur (miasto)
Ur (sum. uri2/urim2(ŠEŠ.UNUG)ki lub uri5/urim5(ŠEŠ.AB)ki) – starożytne miasto w południowej Mezopotamii, w XXI wieku p.n.e. stolica imperium III dynastii z Ur; obecnie stanowisko archeologiczne Tall al-Mukajjar w Iraku, położone ok. 24 km na południowy zachód od miasta An-Nasirijja; przez niektórych badaczy identyfikowane z Ur chaldejskim – biblijnym miastem Abrahama.

## Położenie
Ruiny miasta Ur leżą obecnie mniej więcej w połowie drogi pomiędzy Bagdadem a Zatoką Perską, w pustynnym regionie Iraku, ok. 16 km na zachód od obecnego koryta Eufratu. W starożytności Ur było jednak ważnym portem morskim, położonym w pobliżu ówczesnego ujścia Eufratu do Zatoki Perskiej.

## Odkrycie i prace wykopaliskowe
Ruiny starożytnego Ur odkrył i jako pierwszy przebadał w latach 50. XIX wieku John George Taylor, brytyjski konsul w Basrze. Swe prace wykopaliskowe skoncentrował on wokół największego na stanowisku wzgórza, które – jak się okazało – kryło pozostałości zigguratu. W ich trakcie odkrył on szereg glinianych cylindrów z inskrypcjami w piśmie klinowym. Odczytanie tychże inskrypcji umożliwiło identyfikację stanowiska ze starożytnym miastem Ur.
Poważniejsze prace archeologiczne na stanowisku rozpoczęły się dopiero po I wojnie światowej, kiedy to w 1922 roku wykopaliska zaczęła tu połączona ekspedycja Muzeum Uniwersytetu Pensylwanii i Muzeum Brytyjskiego pod kierunkiem Leonarda Woolleya. Prace te – w sumie 12 sezonów wykopaliskowych – trwały do 1934 roku. W ich trakcie odsłonięto słynne groby królewskie z Ur, w których znaleziono między innymi biżuterię, instrumenty muzyczne, broń i złote naczynia. Późniejsze prace na stanowisku, prowadzone przez archeologów irackich, ograniczały się już do prac rekonstrukcyjnych, związanych głównie z zigguratem.
| Uproszczony plan Ur sporządzony na podstawie wykopalisk Woolleya | Uproszczony plan Ur sporządzony na podstawie wykopalisk Woolleya |
| --- | ---------------------------------------------------------------- |
| A. Port północny B. Port zachodni 1. E-temenniguru (sum. e2.temen.ni2.gur3.ru) – ziggurat boga Nanny, wzniesiony przez Ur-Nammu i Amar-Suena. Na jego szczycie znajdowała się najprawdopodobniej E-kisznugal (sum. e2.kiš.nu.ĝal2), główna świątynia tego boga, ale do dziś nie pozostał po niej żaden ślad. 2. Dziedziniec boga Nanny. 3. Ganunmah (sum. ĝa2.nun.mah) – skarbiec świątynny boga Nanny. 4. Giparu (sum. ĝi6.par3) – siedziba najwyższej kapłanki ēntu boga Nanny. 5. E-hursag (sum. e2.hur.saĝ) – świątynia boskiego Szulgiego. 6. Mauzoleum królów III dynastii z Ur 7. Groby królewskie z okresu wczesnodynastycznego. 8. Dublamah (sum. dub.la2.mah) – dziedziniec sądów. 9. Sektor AH – fragment dzielnicy mieszkalnej z domami z okresu starobabilońskiego. 10. Sektor EM – fragment dzielnicy mieszkalnej z domami z okresu starobabilońskiego. 11. Świątynia boga Enki 12. Cytadela kasycka. 13. Pałac Nabonida. 14. Mur nowobabiloński otaczający kompleks świątynny. 15. Fragment dzielnicy z domami nowobabilońskimi. |                                                                  |

## Historia

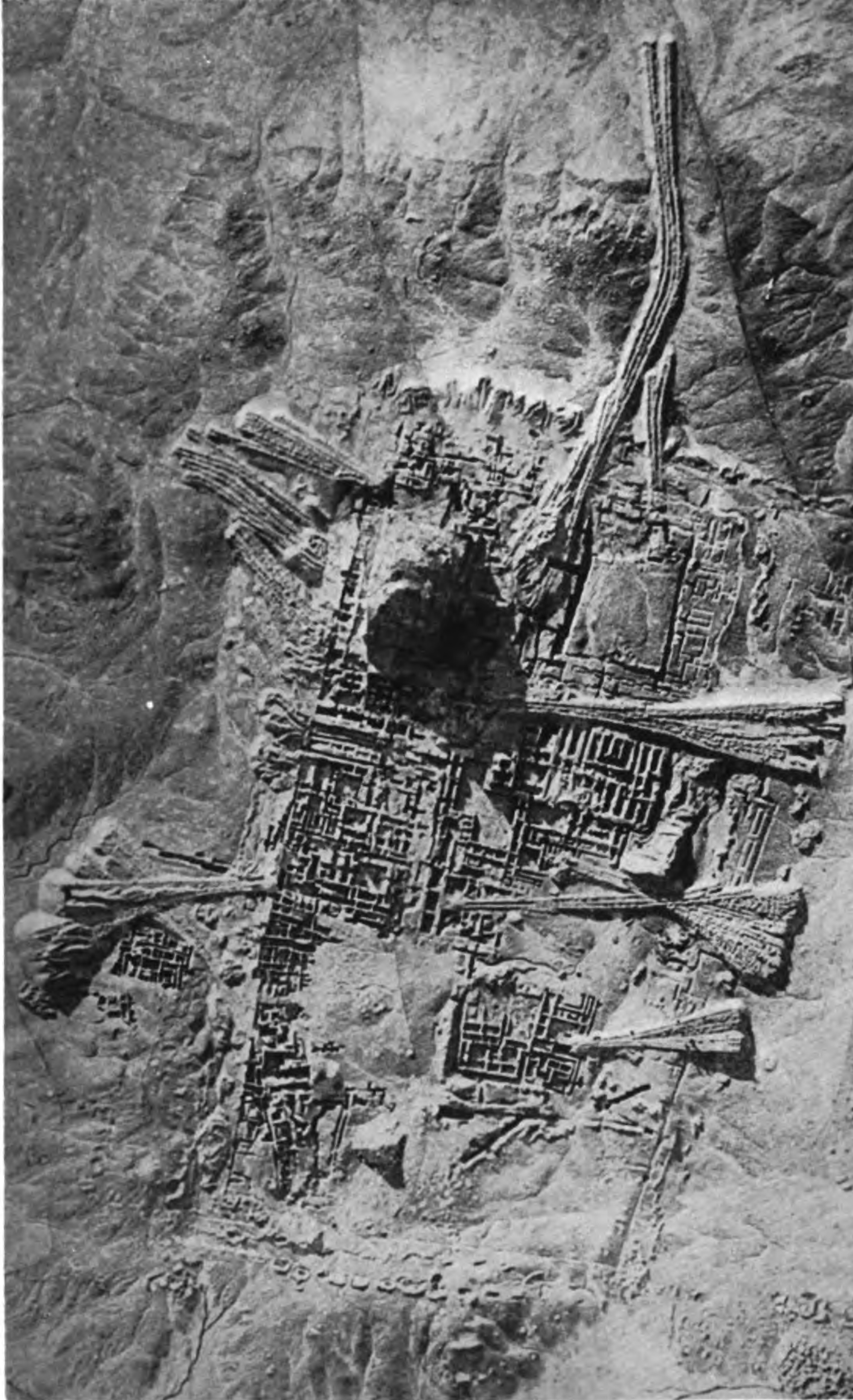
Prace wykopaliskowe w Ur – fotografia lotnicza stanowiska (marzec 1927 roku)

Ur zasiedlone było przez około 4 tysiące lat, od okresu Ubajd (V tys. p.n.e.) do okresu nowobabilońskiego (połowa I tys. p.n.e.). Apogeum rozwoju osiągnęło ono w okresie Ur III (ok. 2100–2000 p.n.e.), kiedy to było stolicą imperium, którego władcy rozpoczęli zakrojony na szeroką skalę program prac budowlanych, usuwając często przy okazji pozostałości wcześniejszych budowli.

### Okres Ubajd i „warstwa potopu” (V tys. p.n.e.)
Aby prześledzić wczesne fazy zasiedlenia Ur Woolley polecił swym robotnikom wykonać serię głębokich wykopów sondażowych. Najgłębiej położoną warstwą okazała się być warstwa z okresu Ubajd. Odkryto w niej niewielkie ilości cegieł mułowych i pozostałości ścian domostw wykonanych z trzcinowej plecionki pokrytej warstwą mułu. Wszystko to przemieszane było z fragmentami ceramiki o prostych, malowanych wzorach oraz kamiennymi i glinianymi narzędziami. Dodatkowo odkryto też niewielką liczbę ubajdzkich grobów z pojedynczymi, leżącymi na plecach szkieletami i wyposażeniem grobowym składającym się z naczyń, czasem glinianych figurek, paciorków czy kości zwierzęcych. Przypuszcza się, że osada z okresu Ubajd miała rozmiary około 10 ha (25 akrów), co czyniło ją jednym z większych osiedli w tym okresie.
Powyżej warstwy z okresu Ubajd, a poniżej warstw ze śladami osadnictwa z IV tys. p.n.e., odkryta została gruba, naturalna warstwa pozbawiona wszelkich śladów osadnictwa, która – jak sądzono – powstać musiała z materiału naniesionego przez wodę. Warstwa ta szybko nazwana została „warstwą potopu” i uznana za dowód na prawdziwość biblijnego potopu. Obecnie jednak wiadomo, że warstwa ta powstała w wyniku jednej z wielu lokalnych powodzi, które regularnie nawiedzały Mezopotamię.

### Okres Uruk i  Dżemdet Nasr (ok. 3900–2900 p.n.e.)
Pozostałości z okresu Uruk i okresu Dżemdet Nasr są nieliczne, ale pozwalają wysunąć opinię, że Ur pozostało ważnym ośrodkiem  w regionie. Wykopaliska wokół późniejszego zigguratu odsłoniły pochodzący z okresu Uruk taras świątynny o ścianach zbudowanych z charakterystycznych dla tego okresu tzw. cegieł Riemchen. W innych miejscach na stanowisku odkryto piece garncarskie z leżącymi wokół nich licznymi fragmentami ceramiki. Odkryto również fragment dużego cmentarzyska. Woolley wydatował znalezione w nim groby na okres Dżemdet Nasr, ale obecnie uważa się, że pochodzą one z przedziału czasowego od okresu Uruk do okresu wczesnodynastycznego II. Ciała chowano na boku, z podkurczonymi nogami, często wraz z glinianymi i kamiennymi naczyniami, paciorkami oraz — rzadziej — z niewielkimi przedmiotami miedzianymi lub ołowianymi.

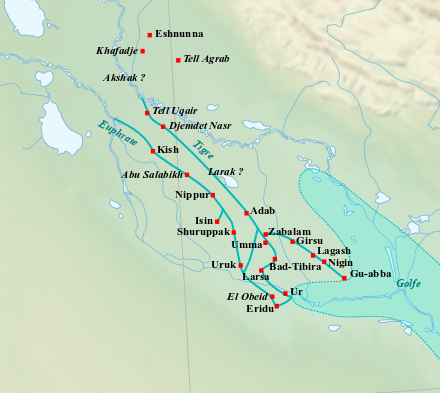
mapa z zaznaczonym położeniem Ur i innych ważnych miast Sumeru w okresie wczesnodynastycznym (ok. 2900–2350 p.n.e.)

### Okres wczesnodynastyczny (ok. 2900–2350 p.n.e.)
W okresie wczesnodynastycznym taras świątynny został przebudowany co najmniej dwukrotnie. Świątyni, która była najprawdopodobniej główną budowlą na tarasie, nie odnaleziono – przypuszcza się, iż pogrzebana ona została pod masywnym zigguratem wzniesionym przez króla Ur-Nammu z III dynastii z Ur. Z innych budowli wzniesionych na tarasie udało się odkryć kuchnie, magazyny i szereg pomieszczeń, które Woolley zidentyfikował jako kaplice.
Niedaleko od tarasu świątynnego odkryto starożytne śmietnisko, w którym odnaleziono przepalone cegły mułowe, ceramikę, gliniane tabliczki i wiele glinianych odcisków pieczęci cylindrycznych. W oparciu o lokalizację i zawartość śmietniska przypuszcza się, iż należeć ono musiało do świątyni lub budynku publicznego z okresu wczesnodynastycznego.
W śmietnisko wkopane były groby tzw. królewskiego cmentarzyska, które było w użyciu od okresu wczesnodynastycznego III (ED III) do okresu postakadyjskiego (ok. 2600–2100 p.n.e.) i zawierało około 2 tysiące grobów. Nazwa cmentarzyska pochodzi od 16 grobów, z których wszystkie pochodzą z początkowej fazy użytkowania cmentarzyska. W przeciwieństwie do setek innych odkrytych tu grobów tych 16, znanych pod nazwą grobów królewskich z Ur, zawierało komory grobowe wykonane z cegieł i/lub kamieni. We wszystkich tych grobach wraz z głównym zmarłym pochowano szereg innych osób, które najprawdopodobniej zostały zabite w czasie rytuału pogrzebowego, by służyć zmarłej osobie w życiu pozagrobowym. Niektóre z grobów zostały bardzo bogato wyposażone w przedmioty ze złota i srebra, biżuterię, broń, instrumenty muzyczne, pieczęcie. Jednak, jak wykazał już sam Woolley, wiele z tzw. grobów prywatnych również zawierało bogate wyposażenie. Tym więc, co wyróżniało Groby Królewskie, były ich konstrukcja i odnalezione w nich szczątki osób złożonych wraz z główną zmarłą osobą. W oparciu o sposób potraktowania zmarłych i odkrycie w różnych grobowcach przedmiotów inskrybowanych imieniem osób noszących tytuły „król” lub „królowa”, Woolley zasugerował, że chodzić tu musiało o grobowce królewskie. Jednak ponieważ żaden z inskrybowanych przedmiotów nie był bezpośrednio związany z pochowaną osobą, istnieje możliwość, iż przedmioty te mogły być darami od tych osób, a nie własnością zmarłego.

### Okres akadyjski (ok. 2350–2200 p.n.e.)
Poza ciągłym używaniem królewskiego cmentarzyska do grzebania zmarłych, niewiele wiadomo o okresie akadyjskim w Ur, choć teksty z tego okresu wskazują, że miasto to nie straciło na znaczeniu. Odkryty tu alabastrowy dysk ukazujący rytualną scenę libacji posiada inskrybowaną dedykację  Enheduany, córki Sargona Wielkiego, założyciela dynastii akadyjskiej. Enheduana służyła jako najwyższa kapłanka boga Nanny, patrona miasta Ur.

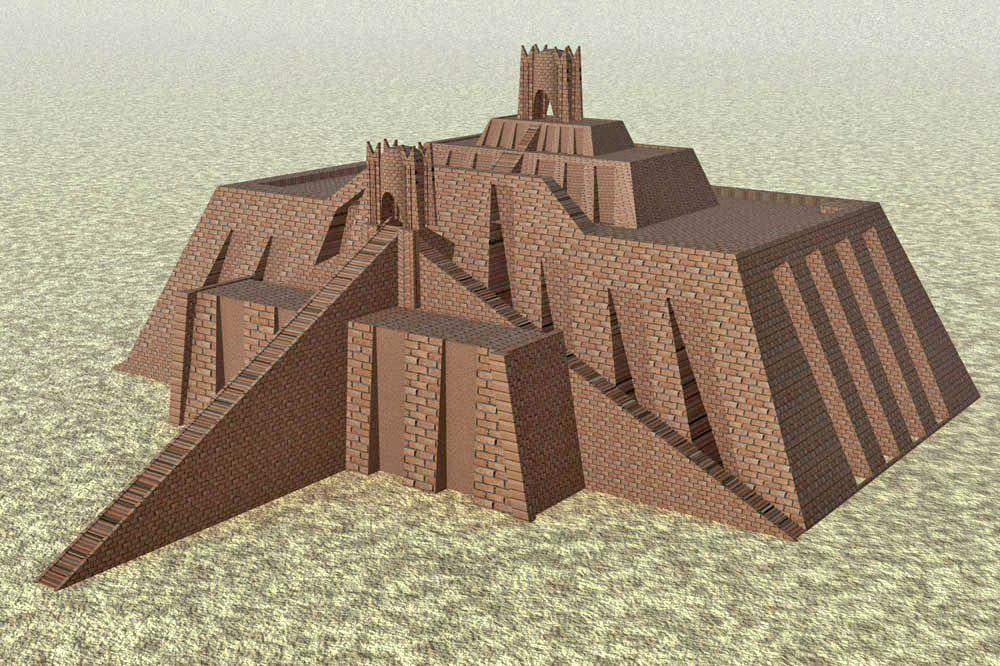
Jedna z rekonstrukcji wyglądu zigguratu wzniesionego przez Ur-Nammu

### Okres Ur III (ok. 2100–2000 p.n.e.)
Przez stulecie, od około 2100 do 2000 p.n.e., Ur było stolicą imperium rządzonego przez władców z III dynastii z Ur. W tym czasie, jak i w kolejnych dwóch stuleciach, Ur było ważnym portem łączącym Mezopotamię z krajami leżącymi wzdłuż brzegów Zatoki Perskiej. Samo miasto miało wówczas rozmiar co najmniej 50 ha. Pierwszy król dynastii, Ur-Nammu (2113–2096 p.n.e.), rozpoczął ambitny program budowlany w Ur. Znany jest on głównie z jego prac na terenie obszaru świątynnego. Wiele jego budynków ukończonych zostało lub wyposażonych przez jego syna Szulgiego (2096–2048 p.n.e.). Chociaż zniszczenie Ur przez Elamitów pod koniec panowania III dynastii z Ur spowodowało zniszczenie większości z tych budynków, to jednak ich fundamenty przetrwały.
Obszar świątynny, zwany przez Woolleya temenosem, poświęcony bogu księżyca Nannie i jego małżonce Ningal, znajdował się na sztucznym wzniesieniu w centrum miasta. Główne miejsce wewnątrz temenosu zajmował ziggurat zbudowany przez Ur-Nammu, na szczycie którego stała najprawdopodobniej główna świątynia, choć do dziś nie pozostał po niej żaden ślad. U podstawy zigguratu znajdowała się duża budowla, w której według Woolleya składano dary i ofiary przeznaczone dla boskiej pary. Innymi budynkami temenosu były E-hursag, Ganunmah  i Giparu (patrz plan miasta). Niewiele wiadomo o mieście okresu Ur III poza temenosem.

### Okresy Isin-Larsa i starobabiloński (ok. 2000–1600 p.n.e.)
Chociaż większość miasta została zniszczona około 2000 r. p.n.e., najprawdopodobniej przez Elamitów, to miasto szybko zostało odbudowane przez królów sąsiedniego miasta Isin, którzy uważali się za prawowitych następców królów Ur III. W okresie Isin-Larsa (ok. 2000–1760 p.n.e.), choć nie było już polityczną stolicą państwa, Ur dalej funkcjonowało jako ważne religijne i handlowe centrum, osiągając największe rozmiary w swej historii (co najmniej 60 ha). Wykopaliska na terenie temenosu dostarczyły dowodów, że wiele tamtejszych budowli zostało odbudowanych. W dwóch miejscach poza temenosem, w tzw. sektorze EM (w pobliżu płd-zach rogu temenosu) i sektorze AH (dalej w kierunku płd-zach.) odkryto pozostałości dzielnic mieszkalnych. W obu sektorach odkryto dużą liczbę niedużych domów oddzielonych od siebie wąskimi uliczkami. Domy były z reguły zbudowane wokół dziedzińca wewnętrznego, w kierunku którego otwierała się większość pomieszczeń. Niemal połowa domów zawierała pomieszczenia uznane za domowe kaplice. Funkcja innych pomieszczeń jest trudniejsza do ustalenia. Pod podłogą wielu domów odkryto pochówki, czasem w zwykłych dołach, glinianych trumnach lub ceglanych grobowcach. Na wyposażenie grobowe składały się ceramika i biżuteria, w tym paciorki, bransolety, pierścienie i kolczyki.
| Plan starobabilońskiego domu z sektora AH należącego – według odkrytego w nim archiwum – do kupca o imieniu Ea-nasir, zajmującego się handlem z krainą Dilmun    | Plan starobabilońskiego domu z sektora AH należącego – według odkrytego w nim archiwum – do kupca o imieniu Ea-nasir, zajmującego się handlem z krainą Dilmun |
| --- | --- |
| 1 – wejścia 2 – dziedziniec 3 – pomieszczenie ze schodami wiodącymi na piętro 4 – ubikacja 5 – pomieszczenie mieszkalne 6 – kaplica lub pomieszczenie mieszkalne | |

Wraz ze wzrostem znaczenia Babilonu w XVIII w. p.n.e. rozpoczął się powolny upadek miasta. Mury miejskie i wiele budowli zostało zniszczonych około 1740 roku przez Samsu-ilunę w odwecie za przyłączenie się Ur do rebelii miast południowomezopotamskich przeciw władzy królów Babilonu. W czasie kilku następnych stuleci mieszkańcy raczej naprawiali istniejące już budowle niż budowali nowe, kontynuując praktykę chowania zmarłych pod podłogą domów.

### Okres kasycki i późniejsze (ok. 1400–400 p.n.e.)
Około 1400 roku p.n.e. kasycki krol Kurigalzu I odnowił wiele z religijnych budowli na obszarze temenosu. Chociaż miasto pozostało zamieszkane przez następne tysiąclecie to wydaje się, że nigdy nie odzyskało już dawnej świetności. W VII wieku p.n.e. gubernator miasta przedsięwziął odbudowę niektórych budynków na terenie temenosu. W okresie nowobabilońskim królowie Nabuchodonozor II (604–562 p.n.e.) i Nabonid (555–539 p.n.e.) odbudowali ziggurat, ściany temenosu i niektóre obszary mieszkalne. Niedługo później (ok. 400 p.n.e.) miasto zostało opuszczone.

## Lista królów Ur
(zestawiona na podstawie Sumeryjskiej listy królów i zachowanych inskrypcji królewskich)

### I dynastia z Ur
- Meskalamdug (połowa III tys. p.n.e.)
- Mesanepada (połowa III tys. p.n.e.)
- Meskiagnuna (połowa III tys. p.n.e.)
- Aanepada (początek drugiej połowy III tys. p.n.e.)
- Elulu (druga połowa III tys. p.n.e.)
- Balulu (druga połowa III tys. p.n.e.)

### II dynastia z Ur
- Nane (druga połowa III tys. p.n.e.)
- Meskiag-Nanna (druga połowa III tys. p.n.e.)

### III dynastia z Ur
(lata panowania według chronologii średniej)

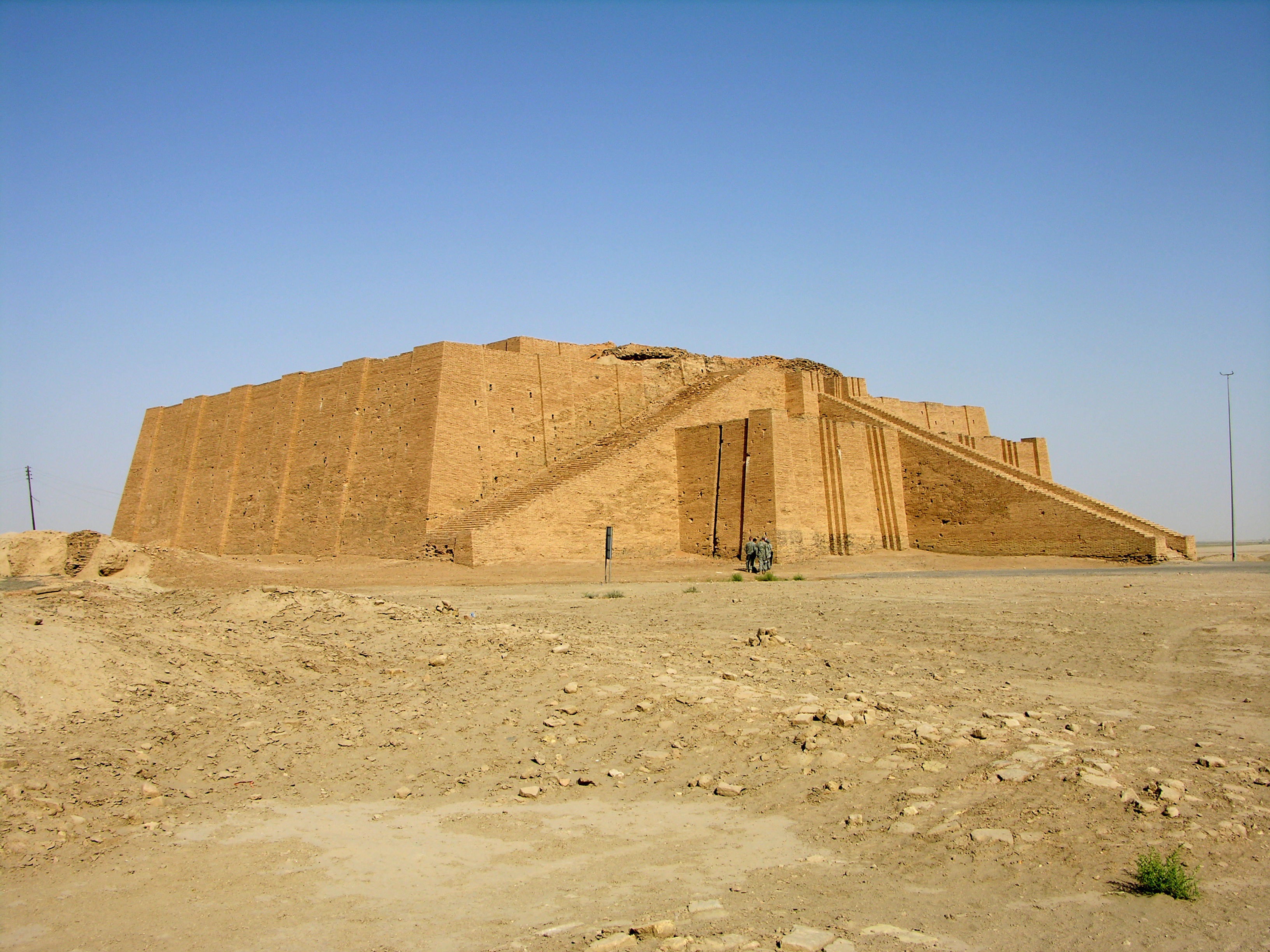
Częściowo zrekonstruowany przez archeologów irackich ziggurat w Ur.

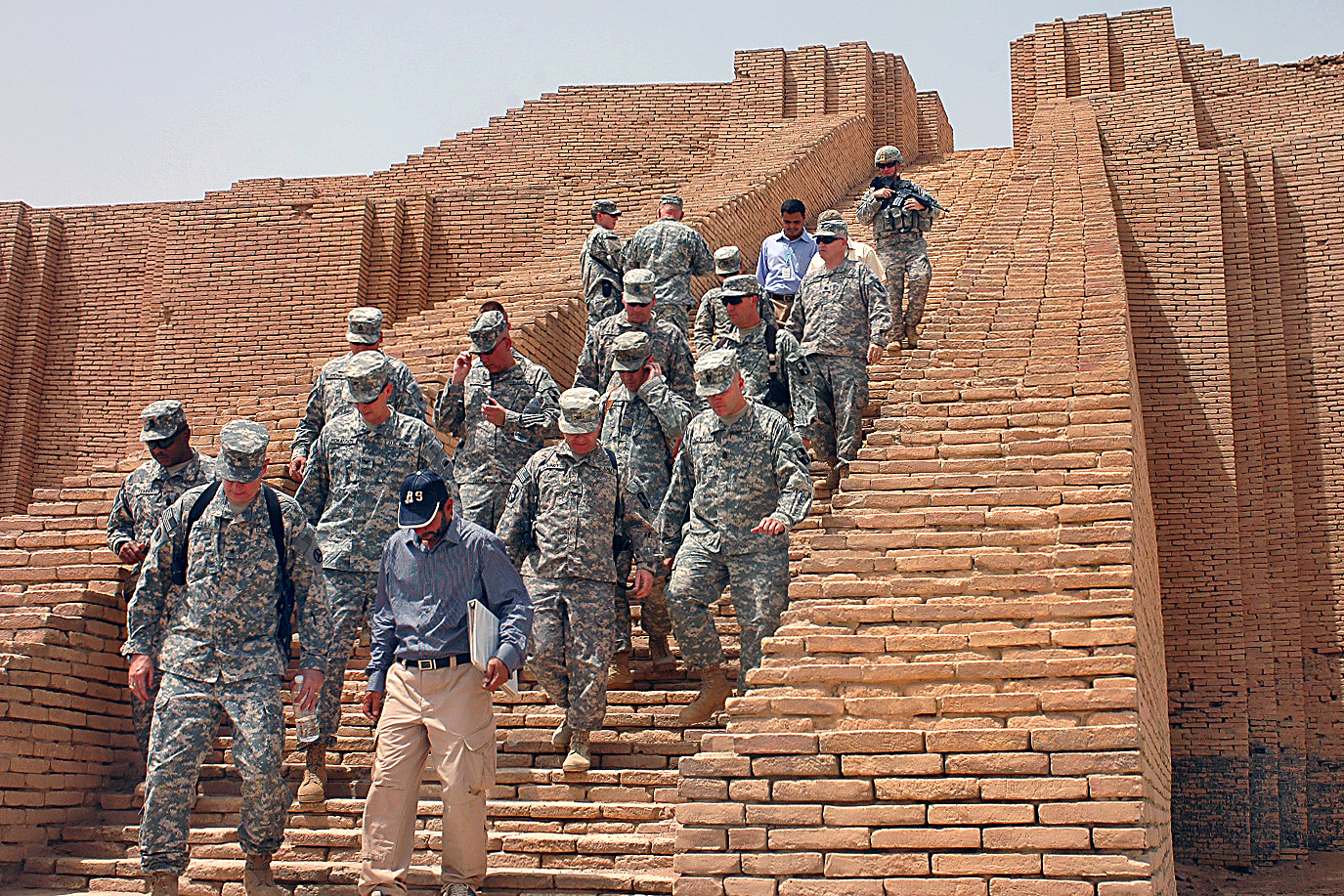
Amerykańscy żołnierze zwiedzający ziggurat w Ur

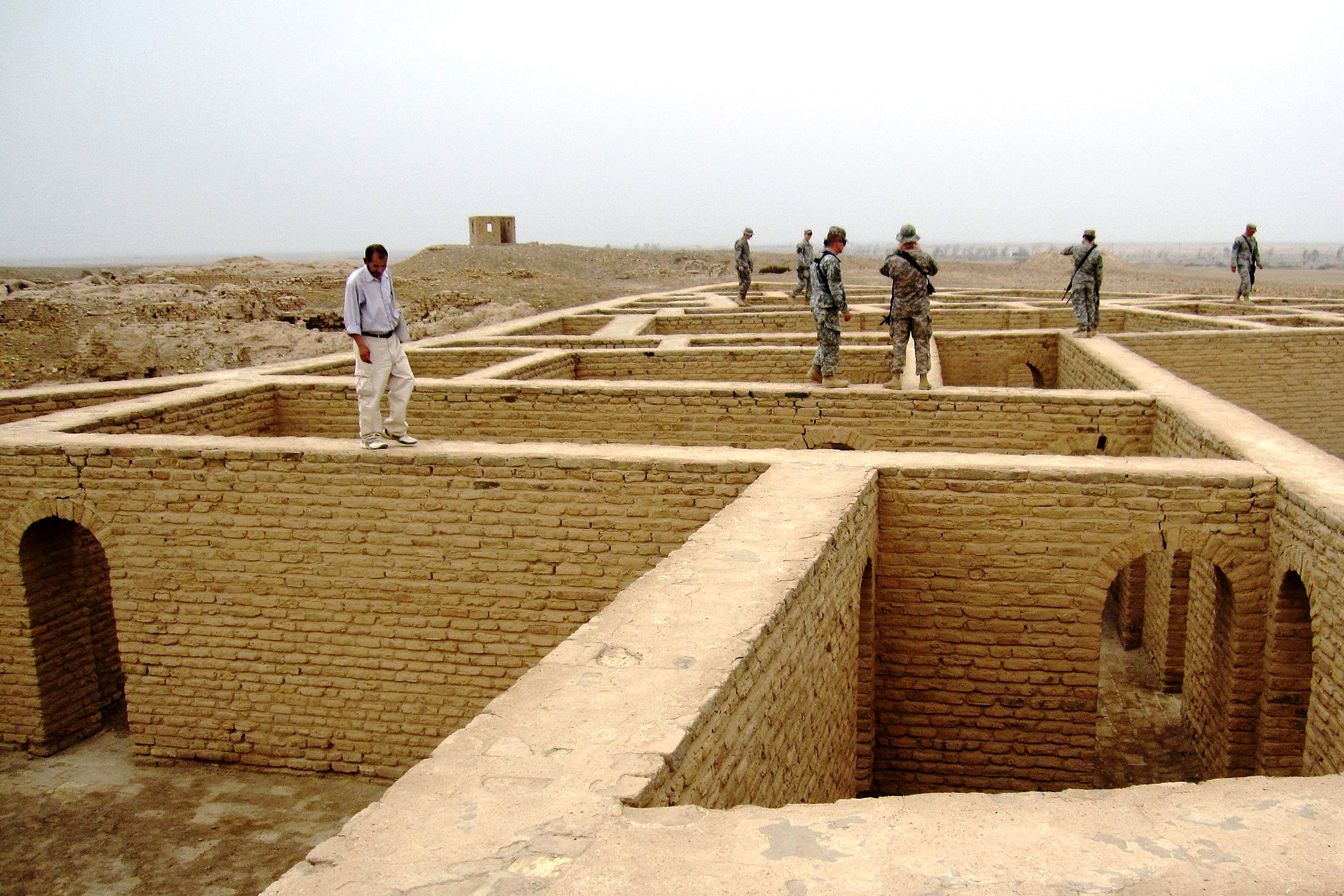
Amerykańscy żołnierze zwiedzający domy zrekonstruowane w 1999 roku na planowaną wizytę papieża

- Ur-Nammu (2113–2097 r. p.n.e.)
- Szulgi (2096–2048 r. p.n.e.)
- Amar-Suen (2047–2038 r. p.n.e.)
- Szu-Suen (2037–2030 r. p.n.e.)
- Ibbi-Suen (2029–2005 r. p.n.e.)

## Ur w Biblii
Niektórzy badacze identyfikują Ur z wzmiankowanym w Biblii Ur chaldejskim – miastem, w którym urodzić się mieli Haran oraz prawdopodobnie jego brat Abraham (Rdz 11:28; 15:7 Dz 7:2, 4). Jahwe ukazał się Abrahamowi nakazując mu opuszczenie miasta. Głowa rodziny Terach wraz ze swym synem Abrahamem, synową Sarą (Saraj) oraz swym wnukiem Lotem przeprowadzili się z Ur do Charanu (Rdz 11:31; 12:1; Neh 9:7).

## Współczesność
W końcu lat 70. XX wieku na rozkaz Saddama Husajna dokonano częściowej rekonstrukcji zigguratu w Ur, który stał się główną atrakcją turystyczną stanowiska. W trakcie wojny iracko-irańskiej (1980–1988) na jego szczycie znajdować się miało stanowisko artylerii przeciwlotniczej.
W czasie I wojny w Zatoce Perskiej (1990–1991) stanowisko zostało najprawdopodobniej ponownie wykorzystane do celów militarnych i jako takie stało się celem ataku sił koalicji antyirackiej. Dowodem ataku – według doniesień z 1992 roku – miały być leje po bombach wciąż widoczne na stanowisku.
W 1999 roku, w ramach przygotowań do planowanej wizyty papieża Jana Pawła II, który wyraził chęć odwiedzenia Ur jako miejsca narodzin Abrahama, dokonano rekonstrukcji części dzielnicy mieszkalnej w południowym końcu stanowiska. Na skutek pogarszającej się sytuacji politycznej w regionie wizyta papieża została jednak odwołana.
Po II wojnie w Zatoce Perskiej (2003) na terenie położonej w pobliżu stanowiska irackiej bazy lotniczej Tallil rozlokowana została amerykańska baza wojskowa a ruiny miasta stały się częstym celem wycieczek żołnierzy koalicji, którzy – według raportu z 2008 roku – przyczynić się mogli do powstania pewnych zniszczeń na stanowisku. Od 2008 roku dostęp do stanowiska został ograniczony, a do jego zwiedzania potrzebne jest specjalne zezwolenie.